# Jean-Joseph Carriès
Jean-Joseph Carriès (Lione, 15 febbraio 1855 – Parigi, 1º luglio 1894) è stato uno scultore francese, assai famoso alla fine dell'800.

## Biografia
Jean-Joseph Carriès era figlio di un calzolaio di Lione. Rimasto orfano a soli sei anni, fu accolto in un istituto religioso. Da ragazzo iniziò a scolpire e modellare nella bottega di un modesto artigiano che realizzava oggetti sacri. In quel periodo, mentre il suo talento per la scultura veniva vieppiù manifestandosi, egli fu affascinato dalle forme e dallo spirito dell'arte gotica che poteva ammirare nelle chiese e nelle sale dei musei.
Verso il 1880 la principessa Louis de Scey-Montbélard, nata Winnaretta Singer e futura principessa di Polignac, gli commissionò una porta monumentale destinata al suo palazzo, dove si doveva conservare il manoscritto del Parsifal che ella aveva appena acquistato. Concepito in grès smaltato, il solo modello pesava non meno di 20 tonnellate: questo lavoro massacrante fiaccò le forze di Carriès e comunque rimase incompiuto. Carriès passò gli ultimi quattro anni della sua vita a lavorare su questo gigantesco progetto di porta, ma le difficoltà tecniche per metterlo in forma, applicargli la vetrina e legare assieme i seicento pezzi di cui era composto si rivelarono insormontabili. Per più di trent'anni l'originale in gesso della "Porta di Parsifal", a grandezza naturale, rimase esposto nel Petit Palais, all'ingresso di una sala dedicata alle opere di Carriès.
In occasione del "Salon" del 1881 le sue opere furono notate. Carriès esponeva una Testa decapitata di Carlo I d'Inghilterra e una serie di busti in gesso detta I diseredati, arricchita da sapienti patinature, che rappresentava gli emarginati e i poveri, che egli eseguì con una tecnica assai personale che mescolava il naturalismo al simbolismo. Il Salon del 1881 fu per Carriès molto importante; egli suscitò infatti l'ammirazione di maestri come Antonin Mercié e Alexandre Falguière. Il pittore Jules Breton gli commissionò un suo busto e Judith Gautier ne consacrò il talento con un articolo altamente elogiativo su di lui, nel quale scrisse fra l'altro: «L'artista mostra di conoscere assai bene il dolore umano e, servendosi di una lama o di uno scalpello, sa chinarsi volentieri verso di esso per metterlo a nudo».
L'interesse di Carriès per il grès smaltato e la ceramica era iniziato con l'Expo di Parigi del 1878, dove egli aveva potuto ammirare dei lavori giapponesi realizzati con questo materiale. Anche Gauguin, che gli era stato presentato dal ceramista Ernest Chaplet nell'inverno 1886-1887, lo incoraggiò a proseguire su questa strada. Nel corso del 1888 Carriès raggiunse una condizione di indipendenza e di stabilità economica che gli permise di dedicarsi in prevalenza al perfezionamento dei processi di cottura del vasellame di grès. Attrezzò per questo un atelier a Saint-Amand-en-Puisaye, cittadina nota per le sue cave di argilla e la produzione di vasi. Impegnandosi con determinazione e in prima persona nel suo ruolo di artista-artigiano, egli creò una vetrina con lievi sfumature brune, beige e crema.
A partire dalla fine del 1888 riuscì ad applicare questi ed altri effetti di colore a numerose versioni di suoi vecchi ritratti in ceramica e, in seguito, ad un insieme sempre maggiore di autoritratti, di rappresentazioni di animali e di maschere fantastiche ispirategli dalla scultura gotica e dall'arte giapponese. E fu proprio sotto l'influenza di queste due ultime forme creative che l'estremo realismo di Carriès divenne distorsione, caricatura e, infine, espressione del grottesco.
Minato dalla tubercolosi, Carriès morì a 39 anni, all'apice del successo. È sepolto a Parigi, nel cimitero di Père-Lachaise.

## Opere
Il museo del "Petit Palais" a Parigi custodisce un insieme di opere di Carriès, donate in larga parte nel 1904 da Georges Hoentschel, intimo amico dell'artista, architetto, decoratore, collezionista e lui stesso ceramista. Anche il Museo d'Orsay possiede numerosi esempi del suo lavoro.
Elenco parziale:
- 1880 - Porta di Parsifal - modello in gesso
- 1880 - Porta di Parsifal - grès smaltato, eseguito per la principessa Winnaretta Singer
- 1881-1889 - Vescovo (1883-1889) - bronzo, Parigi, Museo d'Orsay
- 1881 - Busto di Jules Breton - gesso patinato, Parigi, Petit Palais[3]
- 1887 - Il Mendicante russo - gesso patinato bruno, Museo di Belle arti di Digione
- 1889-1894 - L'Infante - grès smaltato
- 1892 - L'attore - bronzo dedicato all'attore Coquelin cadet[4].
- 1893-1894 - La religiosa sorridente  - busto in grès smaltato
- n. d. - Busto di Louise Labé - bronzo, Museo di belle arti, Lione
- n. d. - Le Mineur de la Loire - gesso patinato, Museo d'Orsay
- n. d. - Fauno - testa in bronzo, grès smaltato, Museo d'Orsay
- n. d. - Autoritratto - cera vergine
- n. d. - Autoritratto - gesso patinato, Museo del grès, Saint-Amand-en-Puisaye

## Salon
- 1875 - Salon: Prima mostra
- 1881 - Salon
- 1892 - Salon:  Le Grenouillard

## Mostre postume
- Museo Leblanc-Duvernois a Auxerre, 31 marzo - 11 giugno 2007, «Jean-Joseph Carriès».
- Museo del "Petit Palais" di Parigi, 1º ottobre 2007 - 31 gennaio 2008, «La materia della stranezza»

## Galleria d'immagini

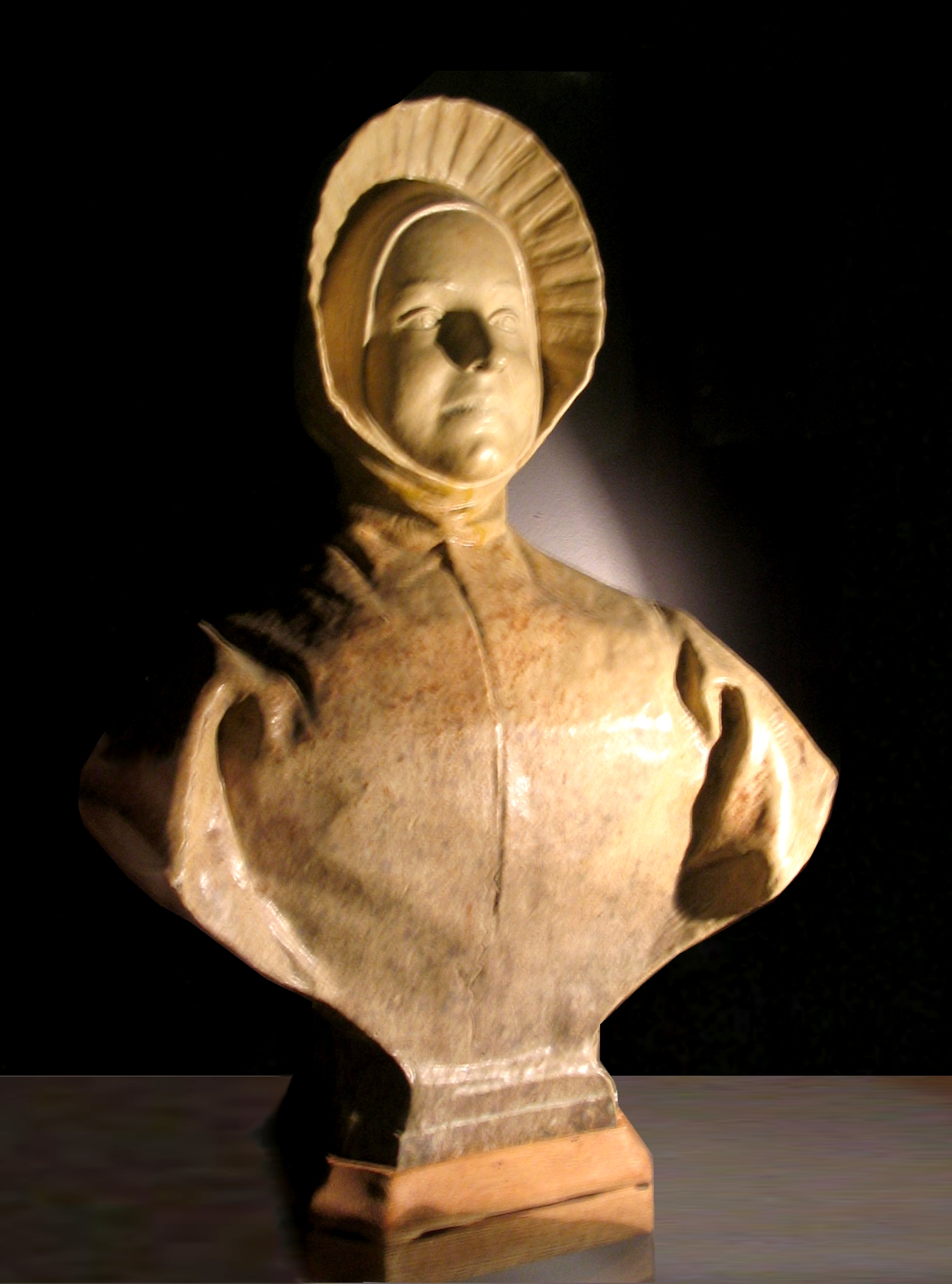
La religiosa sorridente
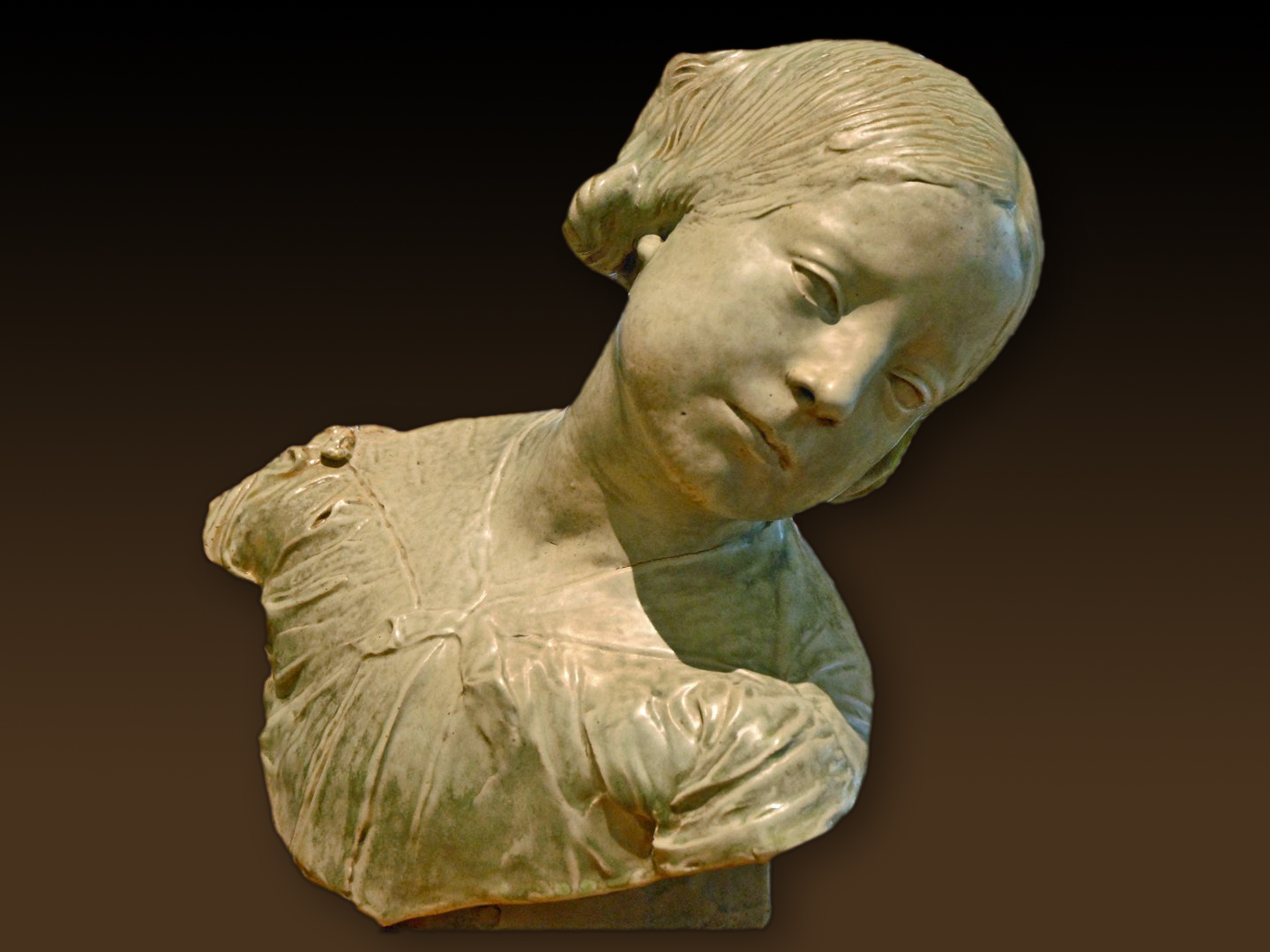
Ragazza con la testa reclinata
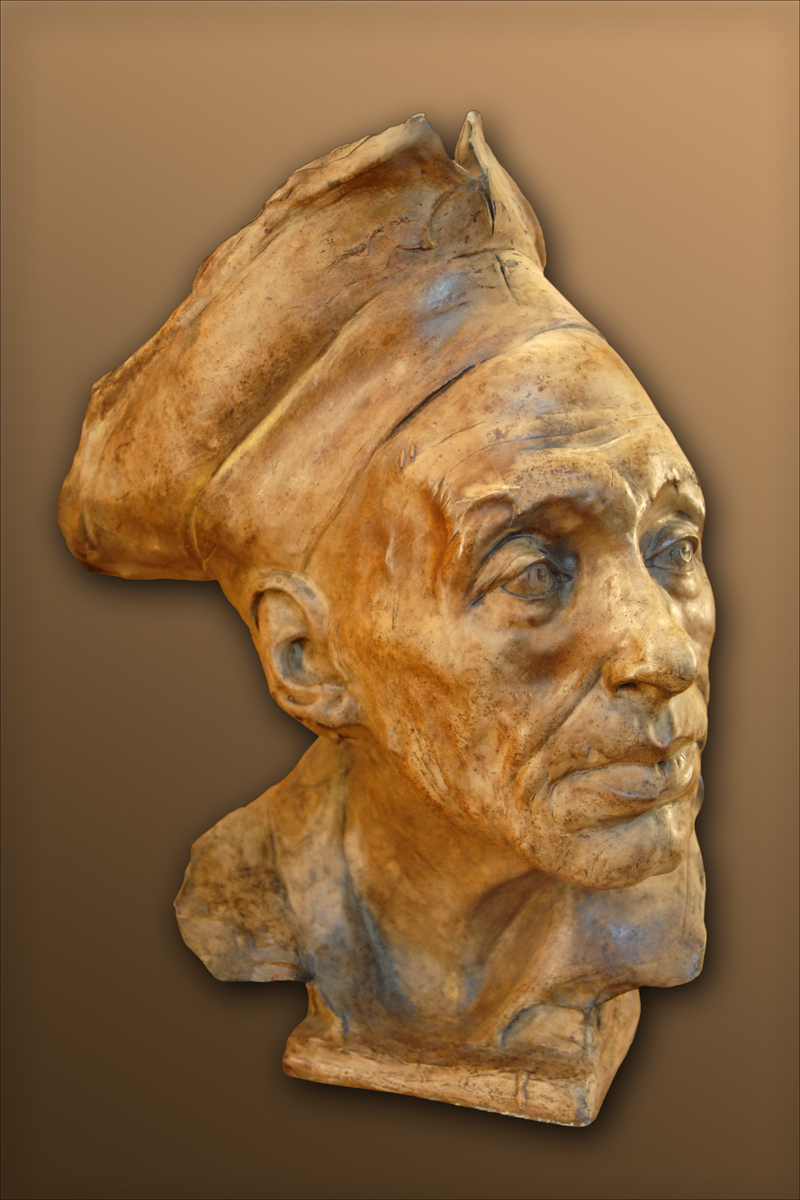
Il cuoco
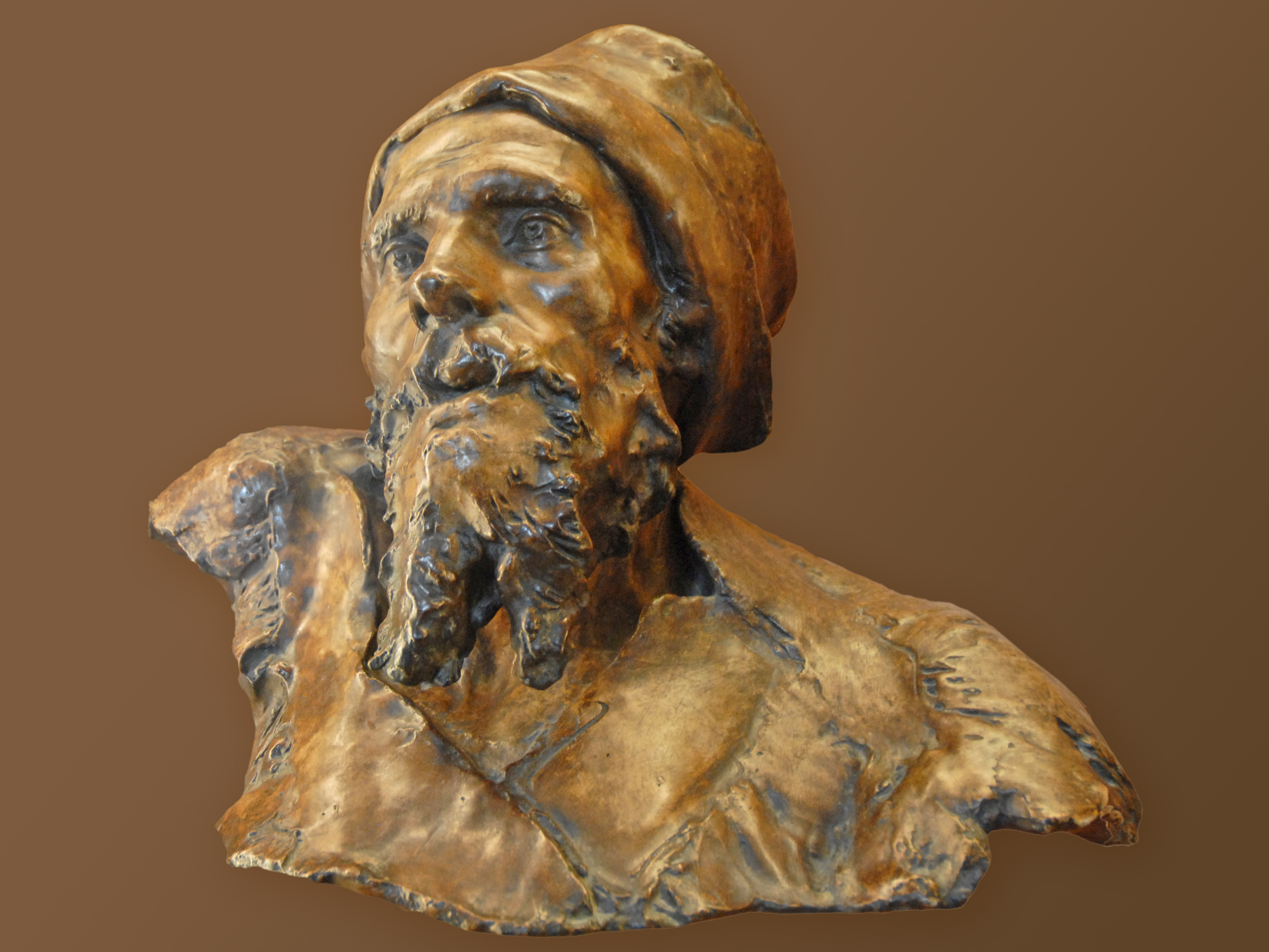
Il mendicante russo
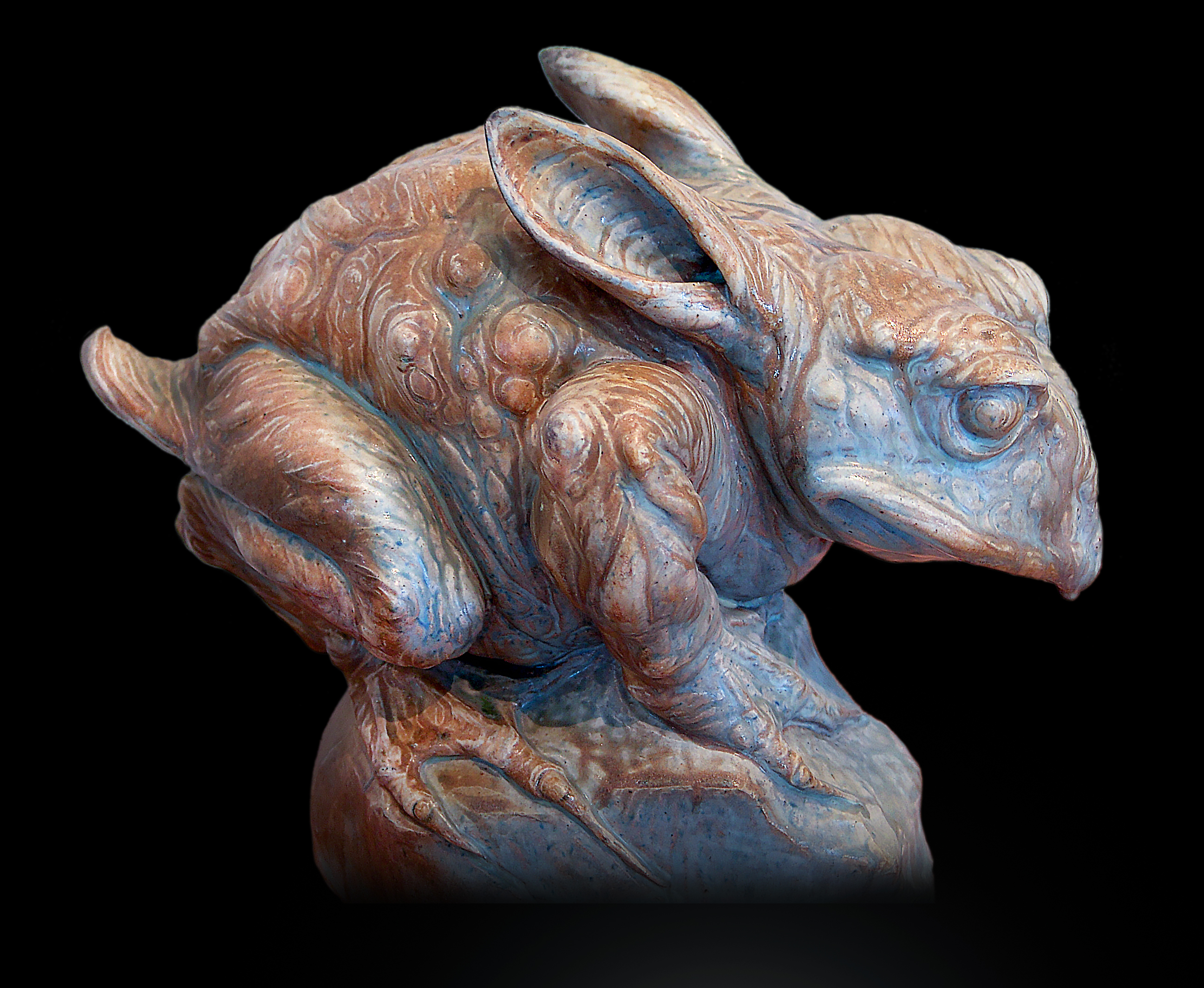
Rana con orecchie di coniglio

## Onorificenze
- Cavaliere della Legion d'onore